# Frýnichos
Frýnichos (starořecky Φρύνιχος) byl žák Thespa, řecký divadelník, tvůrce tragédií. Vyznamenal se tím, že (podle Sudy) zavedl ženské role, ovšem hrané muži.
Jeho první slavná hra byla o dobytí Milétu Peršany a uspěl s ní v roce 511 př. n. l. v dramatické soutěži.
Další významnou hru vytvořil v roce 476 př. n. l. a pojednávala o řeckém vítězství nad Xerxem I. v bitvě u Salamíny. Její realizaci financoval Themistoklés, a jedním z cílů bylo připomenout Athéňanům jeho velké skutky. Z této hry později vycházel Aischylos při psaní Peršanů.
Údajně zemřel na Sicílii.